# Elezioni politiche in Italia del 1976
Le elezioni politiche in Italia del 1976 per il rinnovo dei due rami del Parlamento Italiano – la Camera dei deputati e il Senato della Repubblica – si tennero domenica 20 e lunedì 21 giugno 1976. Furono le prime elezioni politiche con il voto ai diciottenni.
Le consultazioni videro prevalere nuovamente la Democrazia Cristiana, pressoché stabile, ma per la prima volta il primato fu seriamente insidiato dal Partito Comunista Italiano che, ottenendo un impetuoso aumento di consensi, si fermò a pochi punti percentuali dai democristiani maturando il miglior risultato della sua storia. Nel complesso l'area del centrosinistra (DC-PSI-PSDI-PRI) mantenne la maggioranza assoluta dei voti e dei seggi ma risultò ridimensionata soprattutto per il forte arretramento dei socialdemocratici. Divenne quindi fondamentale il sostegno dei socialisti senza i quali il centro non era più autosufficiente. Tuttavia la formula del centrosinistra «organico» fu temporaneamente abbandonata e iniziò la breve parentesi dei governi di unità nazionale che prese il nome di compromesso storico. Anche la destra missina perse notevoli consensi dopo il boom delle precedenti elezioni, così come i liberali che persero più della metà dei propri voti ottenendo il loro minimo storico. Infine, per la prima volta, entrarono in parlamento eletti del Partito Radicale, e forze più a sinistra del PCI, rappresentate da Democrazia Proletaria.

## Sistema di voto
Le elezioni politiche del 1976 si tennero con il sistema di voto introdotto con il decreto legislativo luogotenenziale n. 74 del 10 marzo 1946, dopo essere stato approvato dalla Consulta Nazionale il 23 febbraio 1946. Concepito per gestire le elezioni dell'Assemblea Costituente previste per il successivo 2 giugno, il sistema fu poi recepito come normativa elettorale per la Camera dei deputati con la legge n. 6 del 20 gennaio 1948. Per quanto riguarda il Senato della Repubblica, i criteri di elezione vennero stabiliti con la legge n. 29 del 6 febbraio 1948 la quale, rispetto a quella per la Camera, conteneva alcuni piccoli correttivi in senso maggioritario, pur mantenendosi anch'essa in un quadro largamente proporzionale.
Secondo la suddetta legge del 1946, i partiti presentavano in ogni circoscrizione una lista di candidati. L'assegnazione di seggi alle liste circoscrizionali avveniva con un sistema proporzionale utilizzando il metodo dei divisori con quoziente Imperiali; determinato il numero di seggi guadagnati da ciascuna lista, venivano proclamati eletti i candidati che, all'interno della stessa, avessero ottenuto il maggior numero di preferenze da parte degli elettori, i quali potevano esprimere il loro gradimento per un massimo di quattro candidati.
I seggi e i voti residuati a questa prima fase venivano raggruppati poi nel collegio unico nazionale, all'interno del quale gli scranni venivano assegnati sempre col metodo dei divisori, ma utilizzando ora il quoziente Hare naturale ed esaurendo il calcolo tramite il metodo dei più alti resti.
Differentemente dalla Camera, la legge elettorale del Senato si articolava su base regionale, seguendo il dettato costituzionale (art. 57). Ogni Regione era suddivisa in molti collegi uninominali. All'interno di ciascun collegio, veniva eletto il candidato che avesse raggiunto il quorum del 65% delle preferenze: tale soglia, oggettivamente di difficilissimo conseguimento, tradiva l'impianto proporzionale su cui era concepito anche il sistema elettorale della Camera Alta. Qualora, come normalmente avveniva, nessun candidato avesse conseguito l'elezione, i voti di tutti i candidati venivano raggruppati in liste di partito a livello regionale, dove i seggi venivano allocati utilizzando il metodo D'Hondt delle maggiori medie statistiche e quindi, all'interno di ciascuna lista, venivano dichiarati eletti i candidati con le migliori percentuali di preferenza.

### Circoscrizioni
Il territorio nazionale italiano venne suddiviso alla Camera dei deputati in 32 circoscrizioni plurinominali e al Senato della Repubblica in 20 circoscrizioni plurinominali, corrispondenti alle regioni italiane.

#### Circoscrizioni della Camera dei deputati

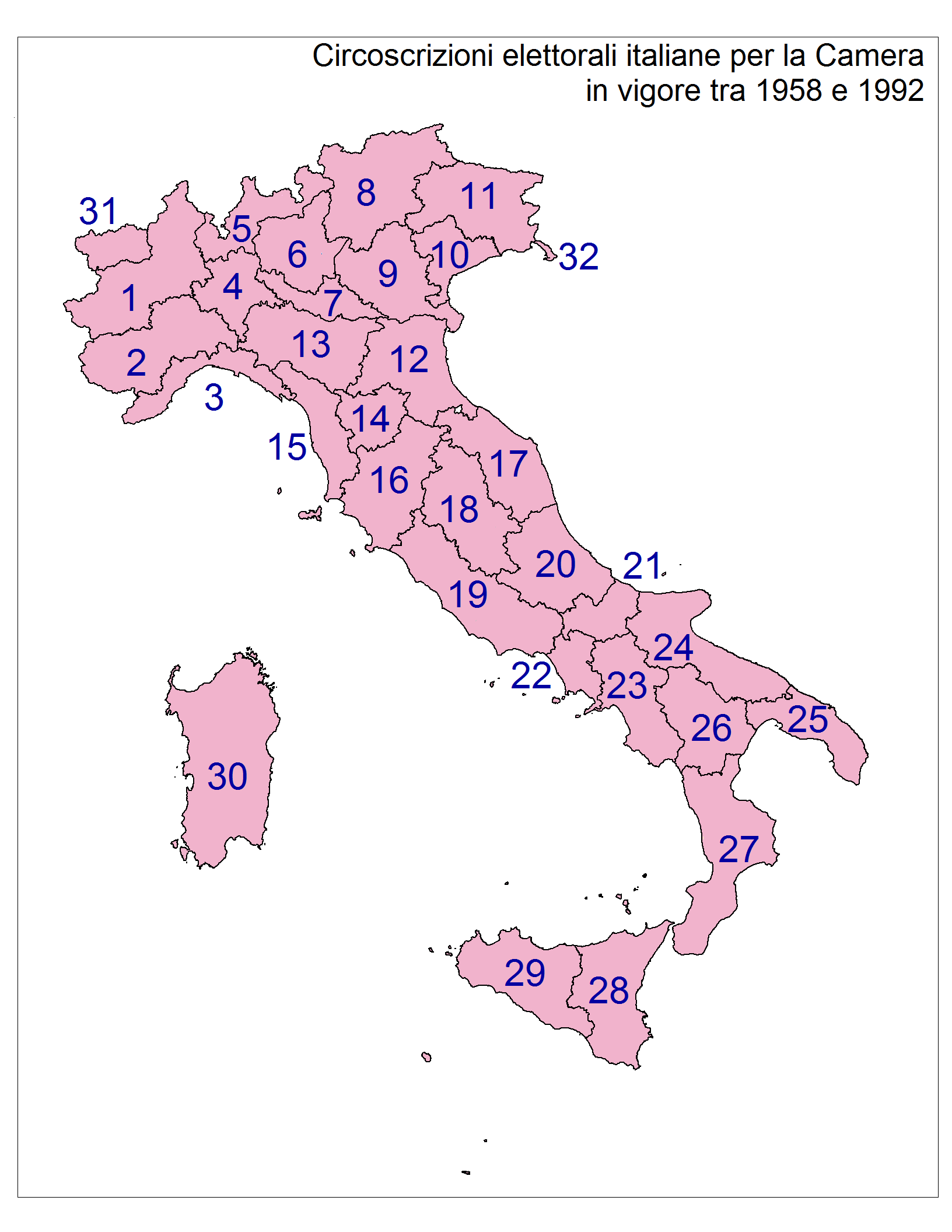
Le circoscrizioni per la Camera dei deputati.

Le circoscrizioni della Camera dei deputati furono le seguenti:
1. Torino (Torino, Novara, Vercelli);
2. Cuneo (Cuneo, Alessandria, Asti);
3. Genova (Genova, Imperia, La Spezia, Savona);
4. Milano (Milano, Pavia);
5. Como (Como, Sondrio, Varese);
6. Brescia (Brescia, Bergamo);
7. Mantova (Mantova, Cremona);
8. Trento (Trento, Bolzano);
9. Verona (Verona, Padova, Vicenza, Rovigo);
10. Venezia (Venezia, Treviso);
11. Udine (Udine, Belluno, Gorizia);
12. Bologna (Bologna, Ferrara, Ravenna, Forlì);
13. Parma (Parma, Modena, Piacenza, Reggio Emilia);
14. Firenze (Firenze, Pistoia);
15. Pisa (Pisa, Livorno, Lucca, Massa e Carrara);
16. Siena (Siena, Arezzo, Grosseto);
17. Ancona (Ancona, Pesaro, Macerata, Ascoli Piceno);
18. Perugia (Perugia, Terni, Rieti);
19. Roma (Roma, Viterbo, Latina, Frosinone);
20. L'Aquila (Aquila, Pescara, Chieti, Teramo);
21. Campobasso (Campobasso, Isernia);
22. Napoli (Napoli, Caserta);
23. Benevento (Benevento, Avellino, Salerno);
24. Bari (Bari, Foggia);
25. Lecce (Lecce, Brindisi, Taranto);
26. Potenza (Potenza, Matera);
27. Catanzaro (Catanzaro, Cosenza, Reggio Calabria);
28. Catania (Catania, Messina, Siracusa, Ragusa, Enna);
29. Palermo (Palermo, Trapani, Agrigento, Caltanissetta);
30. Cagliari (Cagliari, Sassari, Nuoro, Oristano);
31. Valle d'Aosta (Aosta);
32. Trieste (Trieste).

#### Circoscrizioni del Senato della Repubblica

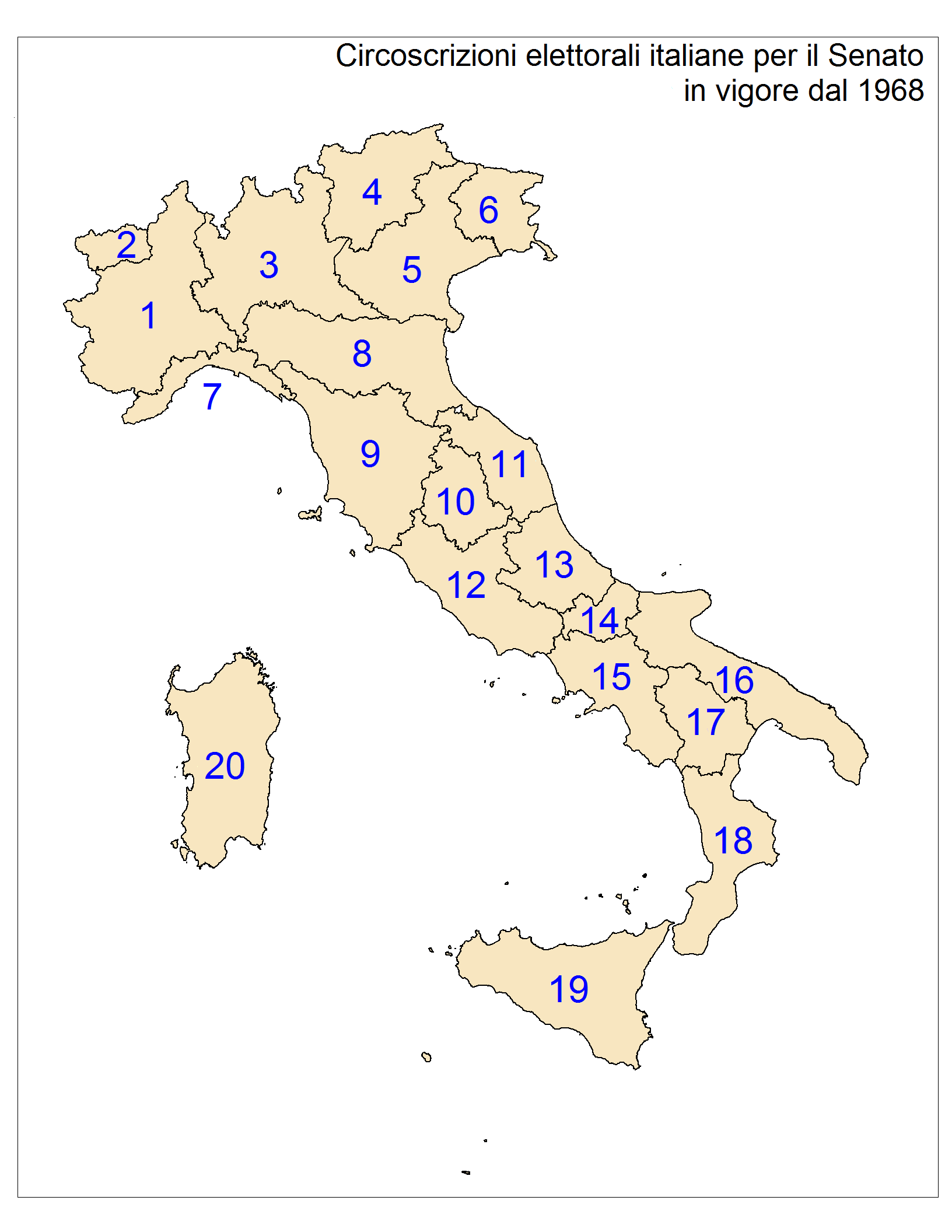
Le circoscrizioni per il Senato della Repubblica.

Le circoscrizioni del Senato della Repubblica invece erano le seguenti:
1. Piemonte;
2. Valle D'Aosta;
3. Lombardia;
4. Trentino-Alto Adige;
5. Veneto;
6. Friuli-Venezia Giulia;
7. Liguria;
8. Emilia-Romagna;
9. Toscana;
10. Umbria;
11. Marche;
12. Lazio;
13. Abruzzo;
14. Molise;
15. Campania;
16. Puglia;
17. Basilicata;
18. Calabria;
19. Sicilia;
20. Sardegna.

## Quadro politico
La situazione sociale italiana non accennava a quietarsi. Il terrorismo nero progrediva nell'attuazione della strategia della tensione con violenze e stragi (in particolare nel 1974 quelle di piazza della Loggia a Brescia e dell'Italicus). Dall'altra parte cominciarono a seminare terrore anche le Brigate Rosse con sequestri e processi proletari.
In questo contesto la VI legislatura aveva visto il susseguirsi di cinque governi e tre presidenti del Consiglio in soli 4 anni. La coalizione del centrosinistra era ormai in crisi e il solo centro non aveva la forza politica per rispondere alle esigenze della nazione. Le uniche riforme conseguite riguardarono temi sociali, su cui poteva esserci una più ampia convergenza; in particolare risalgono al 1975 la riforma del diritto di famiglia, che sanciva la parità dei coniugi, e l'abbassamento della maggiore età da 21 a 18 anni.
In questo periodo la Democrazia Cristiana vide la propria forza e influenza assottigliarsi sempre più. Infatti nel 1974 i democristiani furono pesantemente sconfitti nel referendum abrogativo sul divorzio e alle regionali dell'anno successivo il vantaggio sui comunisti si ridusse a meno di due punti percentuali, inoltre le conseguenze dello scandalo Lockheed facevano temere un sorpasso del PCI sulla DC. In molti cominciavano a pensare che fosse necessaria una svolta politica e ritenevano ormai inevitabile il coinvolgimento del PCI nel Governo.
Analoghi ragionamenti venivano espressi esplicitamente dal segretario comunista Enrico Berlinguer nel 1973. La nascita di gruppi di estrema sinistra alternativi al PCI e del terrorismo rosso aveva costretto il partito a ripensare il proprio collocamento. Inoltre i comunisti erano usciti rafforzati dall'autunno caldo e potevano realisticamente puntare al primato elettorale, ma in questo caso, secondo Berlinguer, un governo comunista avrebbe innescato la reazione della destra portando a conseguenze estreme e imprevedibili. Era quindi necessario che le forze comuniste, socialiste e cattoliche collaborassero nell'interesse del Paese.
Oltre a ciò la situazione economica era stagnante, particolarmente gravata dalla crisi petrolifera del 1973: a seguito della guerra del Kippur i Paesi del Golfo fissarono unilateralmente il prezzo del petrolio e, dall'ottobre 1973 al gennaio 1974, il costo di un barile passò da meno di 3 dollari a quasi 12 dollari. Come conseguenza l'Italia decise che nelle domeniche invernali la circolazione automobilistica fosse completamente bloccata, per risparmiare benzina.
Anche il quadro finanziario del successivo biennio fu negativo, ma per intervenire con degli aiuti il Fondo monetario internazionale esigeva degli aggiustamenti dei conti pubblici e che l'inflazione (ufficialmente al 17% ma da molti valutata attorno al 25%), fosse ricondotta al di sotto del 10%. Alla vigilia delle elezioni la situazione si presentava in lieve miglioramento sugli anni passati, con una ritrovata crescita del Prodotto nazionale lordo, calato del 4% l'anno precedente, e un passivo sulla bilancia dei pagamenti meno traumatica rispetto a quella del biennio appena concluso. Quel che mancava, tuttavia, per dare una spinta decisa alla ripresa, era un contesto politico e sociale che potesse ispirare una durevole stabilità.

### Principali forze politiche
| Partito | Partito                                                | Collocazione     | Ideologia principale      | Segretario           | Foto |
| ------- | ------------------------------------------------------ | ---------------- | ------------------------- | -------------------- | ---- |
|         | Democrazia Cristiana (DC)                              | Centro           | Cristianesimo democratico | Benigno Zaccagnini   |      |
|         | Partito Comunista Italiano (PCI)                       | Sinistra         | Eurocomunismo             | Enrico Berlinguer    |      |
|         | Partito Socialista Italiano (PSI)                      | Sinistra         | Socialismo democratico    | Francesco De Martino |      |
|         | Movimento Sociale Italiano - Destra Nazionale (MSI-DN) | Estrema destra   | Neofascismo               | Giorgio Almirante    |      |
|         | Partito Socialista Democratico Italiano (PSDI)         | Centro-sinistra  | Socialdemocrazia          | Giuseppe Saragat     |      |
|         | Partito Repubblicano Italiano (PRI)                    | Centro           | Repubblicanesimo          | Oddo Biasini         |      |
|         | Democrazia Proletaria (DP)                             | Estrema sinistra | Trockismo                 | Mario Capanna        |      |
|         | Partito Liberale Italiano (PLI)                        | Centro-destra    | Liberalismo               | Valerio Zanone       |      |
|         | Partito Radicale (PR)                                  | Centro-sinistra  | Radicalismo               | Gianfranco Spadaccia |      |

## Campagna elettorale
La situazione politica aveva evidenziato la possibilità di un sorpasso (raggiungimento della maggioranza relativa) del PCI ai danni della DC: per questo, durante la campagna elettorale si diffusero verso l'elettorato del PLI e del MSI, sollecitazioni a votare per la DC in funzione di contrasto all'avanzata del PCI, anche «turandosi il naso».

## Risultati

### Camera dei deputati

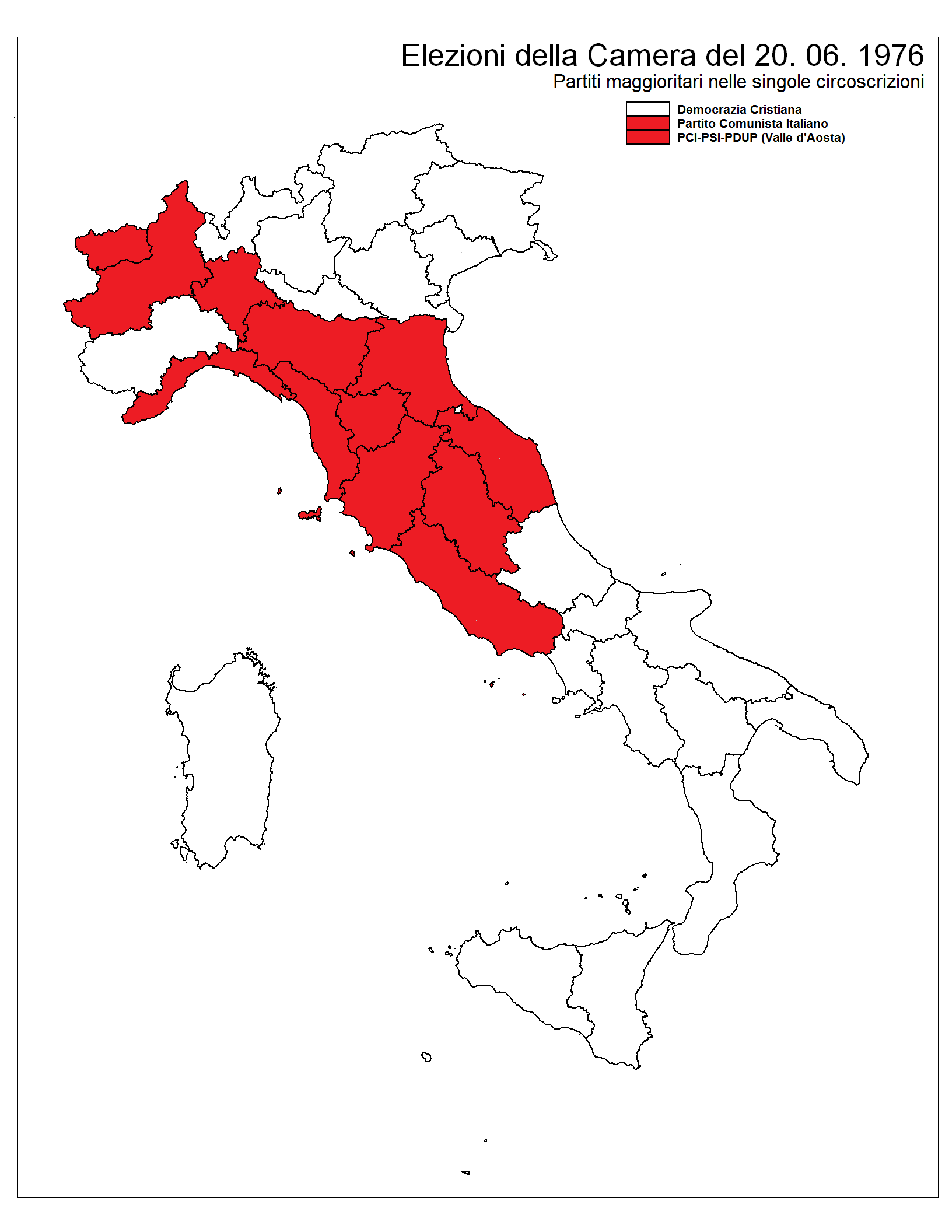
Partiti maggioritari nelle singole circoscrizioni elettorali.

|         |                                                        |            |        |       |                |         |
| Partito | Partito                                                | Voti       | %      | Seggi | Differenza (%) | /       |
|         | Democrazia Cristiana (DC)                              | 14.209.519 | 38,71  | 262   | 0,05           | 4       |
|         | Partito Comunista Italiano (PCI)                       | 12.615.650 | 34,37  | 228   | 7,22           | 49      |
|         | Partito Socialista Italiano (PSI)                      | 3.540.309  | 9,64   | 57    | 0,03           | 4       |
|         | Movimento Sociale Italiano - Destra Nazionale (MSI-DN) | 2.238.339  | 6,10   | 35    | 2,57           | 21      |
|         | Partito Socialista Democratico Italiano (PSDI)         | 1.239.492  | 3,38   | 15    | 1,76           | 14      |
|         | Partito Repubblicano Italiano (PRI)                    | 1.135.546  | 3,09   | 14    | 0,23           | 1       |
|         | Democrazia Proletaria (DP)                             | 557.025    | 1,52   | 6     | -              | 6       |
|         | Partito Liberale Italiano (PLI)                        | 480.122    | 1,31   | 5     | 2,57           | 15      |
|         | Partito Radicale (PR)                                  | 394.439    | 1,07   | 4     | -              | 4       |
|         | Partito Popolare Sudtirolese (SVP)                     | 184.375    | 0,50   | 3     | 0,04           | Stabile |
|         | PCI – PSI – PdUP                                       | 26.748     | 0,07   | 1     | -              | 1       |
|         | Altre liste                                            | 86.014     | 0,24   | 0     | -              | 1       |
| Totale  | Totale                                                 | 36.707.578 | 100,00 | 630   |                |         |

### Senato della Repubblica

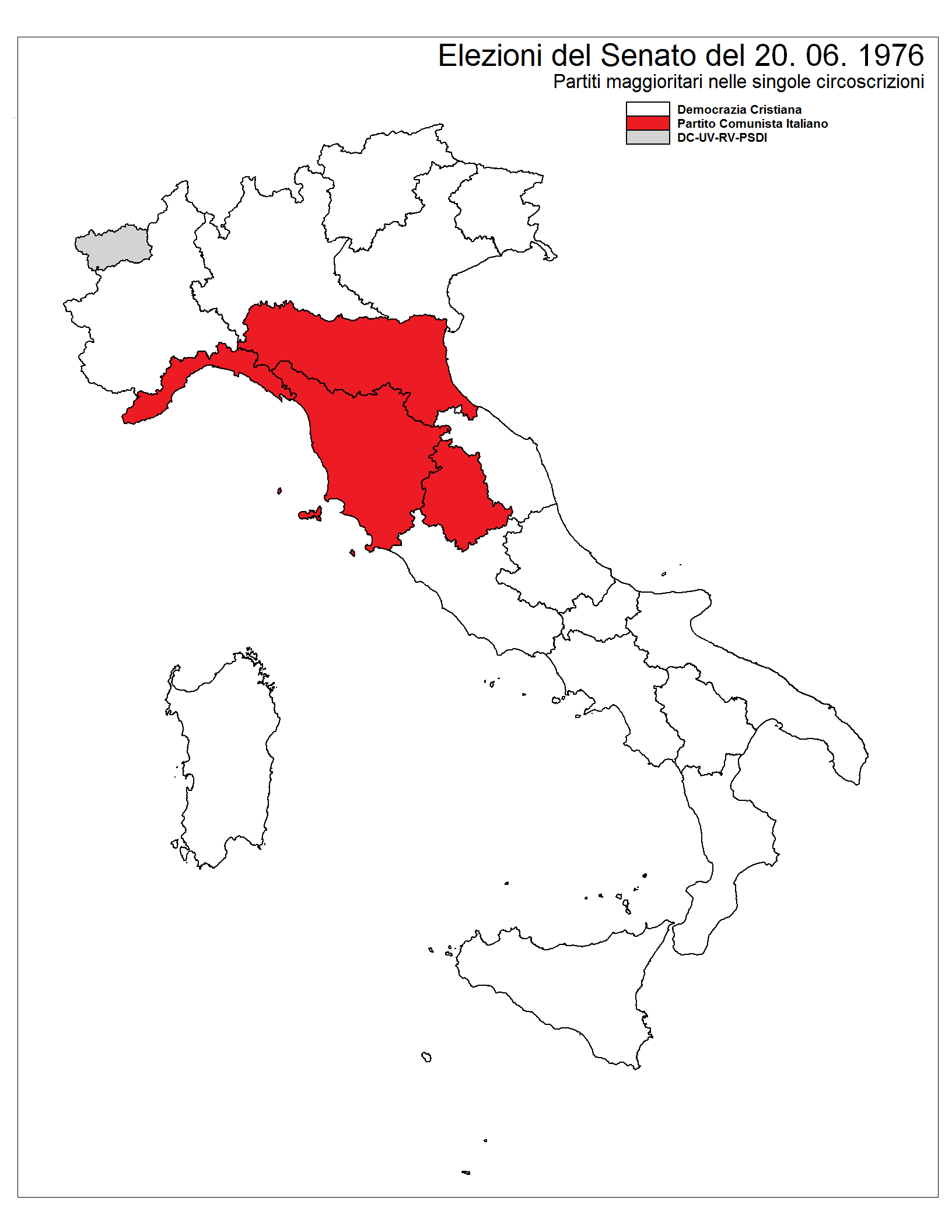
Partiti maggioritari nelle singole circoscrizioni elettorali.

|         |                                                        |            |        |       |                |         |
| Partito | Partito                                                | Voti       | %      | Seggi | Differenza (%) | /       |
|         | Democrazia Cristiana (DC)                              | 12.227.353 | 38,88  | 135   | 0,81           | Stabile |
|         | Partito Comunista Italiano (PCI)                       | 10.637.772 | 33,83  | 116   | 7,23           | 25      |
|         | Partito Socialista Italiano (PSI)                      | 3.208.164  | 10,20  | 29    | 0,51           | 4       |
|         | Movimento Sociale Italiano - Destra Nazionale (MSI-DN) | 2.086.430  | 6,63   | 15    | 2,56           | 9       |
|         | Partito Socialista Democratico Italiano (PSDI)         | 974.940    | 3,10   | 6     | 2,25           | 5       |
|         | Partito Repubblicano Italiano (PRI)                    | 846.415    | 2,69   | 6     | 0,36           | 1       |
|         | Partito Liberale Italiano (PLI)                        | 438.265    | 1,39   | 2     | 2,99           | 6       |
|         | PLI – PRI – PSDI                                       | 334.898    | 1,06   | 2     | -              | -       |
|         | Partito Radicale (PR)                                  | 265.947    | 0,85   | 0     | -              | -       |
|         | Partito Popolare Sudtirolese (SVP)                     | 158.584    | 0,50   | 2     | 0,12           | Stabile |
|         | Democrazia Proletaria (DP)                             | 78.170     | 0,25   | 0     | -              | -       |
|         | PCI – PSI                                              | 52.922     | 0,17   | 1     | -              | -       |
|         | PLI – PRI                                              | 51.353     | 0,16   | 0     | -              | -       |
|         | DC – RV – UV – UVP – PRI                               | 22.917     | 0,07   | 1     | -              | -       |
|         | Altre liste                                            | 65.301     | 0,22   | 0     | -              | -       |
| Totale  | Totale                                                 | 31.449.431 | 100,00 | 315   |                |         |

## Analisi territoriale del voto

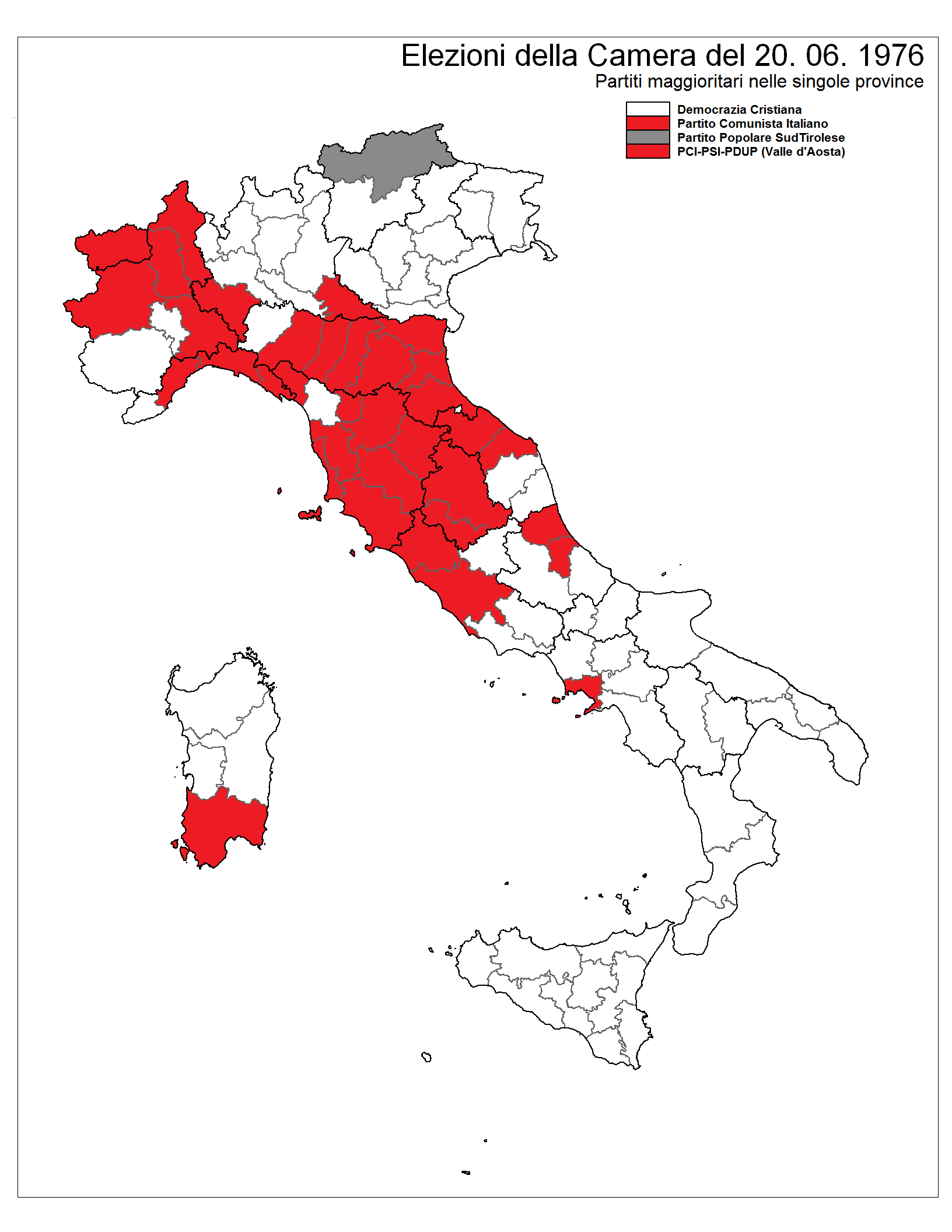
Partiti maggioritari nelle singole province per la Camera.

La Democrazia Cristiana risulta sostanzialmente stabile nel risultato complessivo conseguenza di una generale crescita elettorale nel Centro e in Sicilia, dove guadagna il 3% dei voti, di un contenuto calo di consensi nel Nord-Ovest e di un ingente arretramento in Basilicata, dove cala del 5%, Trentino, in cui perde il 7% dei voti, Molise e Abruzzo, in particolare nelle province di Chieti e L'Aquila, dove perde il 5% dei voti. Queste quattro regioni, insieme a Nord-Est e Nord della Sicilia, restano le zone forti della DC che però si mantiene molto debole nel Nord-Ovest e nelle «Regioni Rosse». A queste ultime si aggiunge in questa tornata anche il Lazio, dove la DC viene scavalcata per la prima volta dal PCI. Questa tornata risulterà l'elezione col più alto numero di voti assoluti ottenuti dal partito (14.209.519 voti alla Camera).
Il Partito Comunista Italiano incrementa notevolmente i propri consensi su tutto il territorio nazionale con una crescita più contenuta, intorno ai 6 punti percentuali, nelle «Regioni Rosse», in quanto in queste regioni il PCI raggiungeva già percentuali molto elevate. La zona di maggiore crescita è senza dubbio il Sud, dove il PCI riscontra delle crescite in doppia cifra. È il caso della Campania e della Sardegna entrambe con un +10% frutto dell'incremento nelle province di Cagliari (+12%), Nuoro (+11%) e Napoli (+10%). Altre crescite rilevanti si riscontrano al Nord nelle province di Novara, Torino e Varese (+10%), e nel centro con le province di Isernia (+10%) e Roma (+9%). Queste notevoli variazioni portano Lazio e Sardegna ad aggiungersi alle zone forti del PCI, ovvero «Regioni Rosse», Nord Ovest e Sud della Sicilia. Si confermano, invece, ostili ai comunisti Triveneto (salvo in alcune zone dov'era già molto forte, come nella Cintura rossa del Basso Friuli), in cui comunque si nota una forte avanzata nelle zone costiere, Alta Lombardia, Molise, Campania, con l'esclusione di Napoli e Nord della Sicilia. Queste elezioni segneranno il culmine dell'avanzata elettorale del PCI in corso sin dal 1953, segnando il massimo numero di voti mai ottenuti dal partito sia in termini assoluti (12.615.650 voti, alla Camera) che in percentuale (34,37%).
Anche la stabilità del Partito Socialista Italiano è frutto di diversi cambiamenti nella distribuzione del voto. Si registra, infatti una crescita di consensi contenuta nel Nord-Est, nel Centro, in Sardegna e nel Molise in cui cresce del 1%. Altrettanto contenuti sono i cali nel Nord-Ovest e nel Sud, specie in Piemonte, Puglia e Calabria, dove cala di un punto percentuale. In particolare si riscontrano cali notevoli nelle province di Cuneo (-4%) e Sondrio (-3%). Questi cambiamenti rendono il PSI più omogeneo nella distribuzione elettorale con picchi in Lombardia, Nord-Est, nella Provincia di Cosenza e Agrigento in Sicilia, e una lieve debolezza nel Centro-Sud.
Il Movimento Sociale Italiano arretra fortemente in tutte le regioni, specialmente in quelle regioni, dove era cresciuto molto nel 1972, ovvero Lazio, Campania e Sicilia specialmente nelle grandi città come Napoli (-8%), Reggio Calabria (-7%), Catania (-8%) e Roma (-6%). Nonostante questi bruschi cali, la distribuzione del voto missino non cambia, restando concentrato nel Centro-Sud e piuttosto debole nel Centronord, con l'esclusione della Provincia di Trieste.
Il Partito Socialista Democratico Italiano cala generalmente ovunque, con picchi di decrescita del 3-4% in Friuli-Venezia Giulia, Molise, e nelle province di Massa Carrara e Sondrio. Anche in questa tornata elettorale il PSDI ottiene risultati sopra la media nel Nord, specialmente in Piemonte e tra Veneto e Friuli-Venezia Giulia, mentre risulta abbastanza debole nel Centro-Sud con le eccezioni di Frosinone e l'interno Campano.
Il Partito Repubblicano Italiano cresce nel Nord Italia, soprattutto in Veneto, dove avanza di un punto percentuale, cala nelle Marche e nel Lazio, mentre resta pressoché stabile nel resto d'Italia. Alle solite zone forti come Romagna, e costa Toscana si aggiunge anche il Piemonte, grazie alla crescita di consensi maturata nelle ultime due consultazioni elettorali.
Democrazia Proletaria risulta forte soprattutto nel Nord Italia e in particolare in Lombardia, dove supera abbondantemente il 2% dei consensi. Fatica invece nel Centro Italia, non riuscendo a superare il punto percentuale in Emilia-Romagna e Umbria.
Il Partito Liberale Italiano arretra ovunque e in modo particolarmente brusco nel Nord-Ovest, dove arriva a perdere il 6% a Torino e il 5% a Milano. A seguito del calo generalizzato la distribuzione elettorale dei liberali risulta molto disomogenea, con zone forti nel Nord-Ovest, in Molise, Sicilia e nella Provincia di Benevento, mentre nel resto della penisola il PLI stenta a superare il punto percentuale.
Il Partito Radicale risulta particolarmente forte nel Nord-Ovest e nel Lazio grazie all'ottimo risultato di Roma, dove supera il 2% dei voti. Arranca invece nel Sud, dove non riesce a superare il mezzo punto percentuale in Molise, Basilicata e Calabria.
Con queste elezioni il distacco tra DC e PCI si riduce a poco più del 4% con un'avanzata dei comunisti di oltre 7 punti percentuali. Di conseguenza molte delle province in cui i democristiani erano di poco maggioritari passano al PCI con distacchi talvolta notevoli, come nel caso di Torino, Vercelli, Alessandria, Savona e Cagliari in cui il PCI guadagna il 16% sulla DC, oppure più contenuti come a Massa Carrara, Ancona, Viterbo, Roma, Chieti, Pescara e Napoli. Inoltre la DC perde di poco anche la Provincia di Novara, in cui godeva di un vantaggio superiore al 10% dei voti. Nel contempo i comunisti si rafforzano in tutte le loro roccaforti nelle «Regioni Rosse», arrivando a superare anche il 30% di vantaggio sulla DC nella Provincia di Siena. Il vantaggio democristiano subisce un forte arretramento nel Centro-Sud riducendosi intorno al punto percentuale nelle province di Siracusa, Taranto, Foggia e Ascoli Piceno. Resta invece molto solido, seppur eroso, nel Triveneto, nella Alta Lombardia e tra Molise, Abruzzo e Campania.

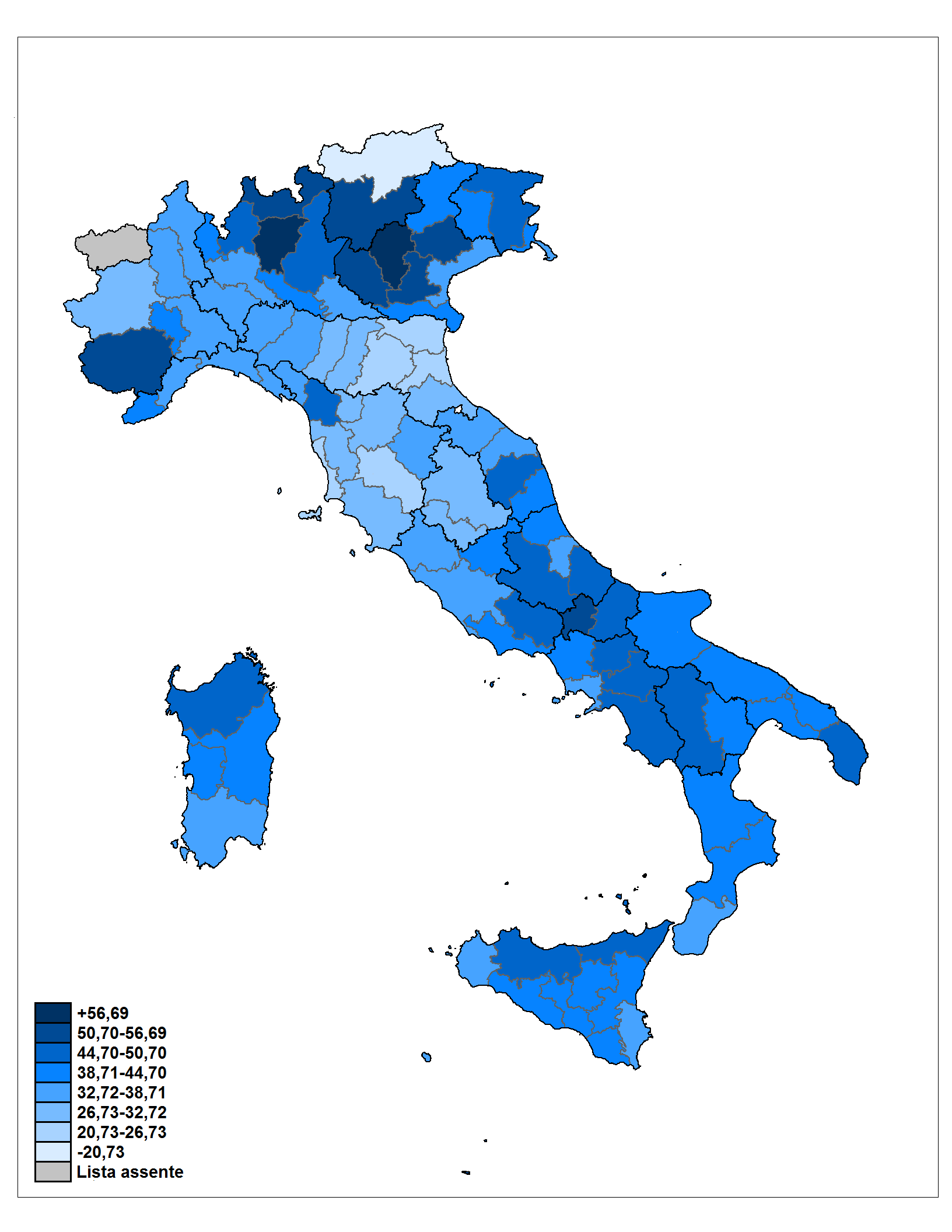
Democrazia Cristiana.
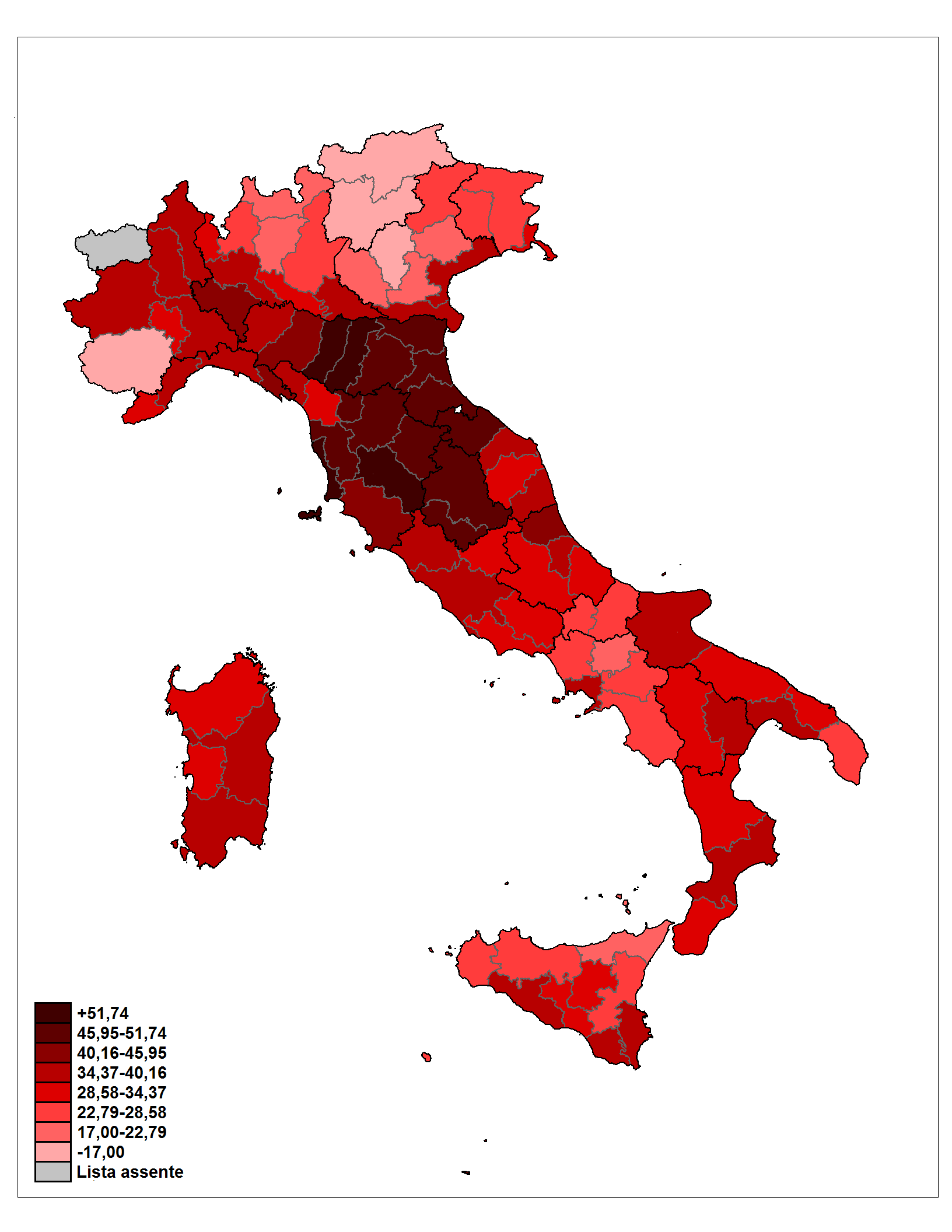
Partito Comunista Italiano.
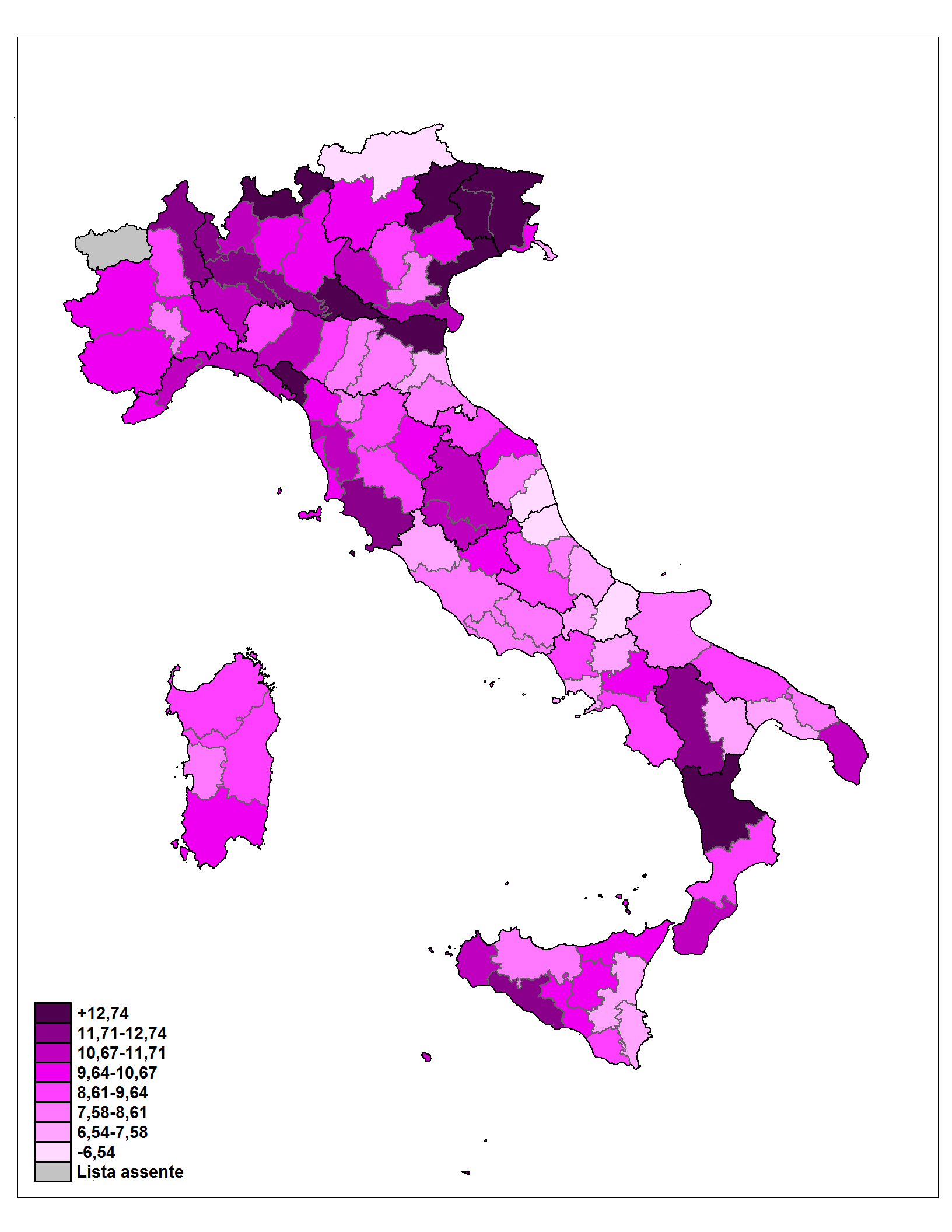
Partito Socialista Italiano.
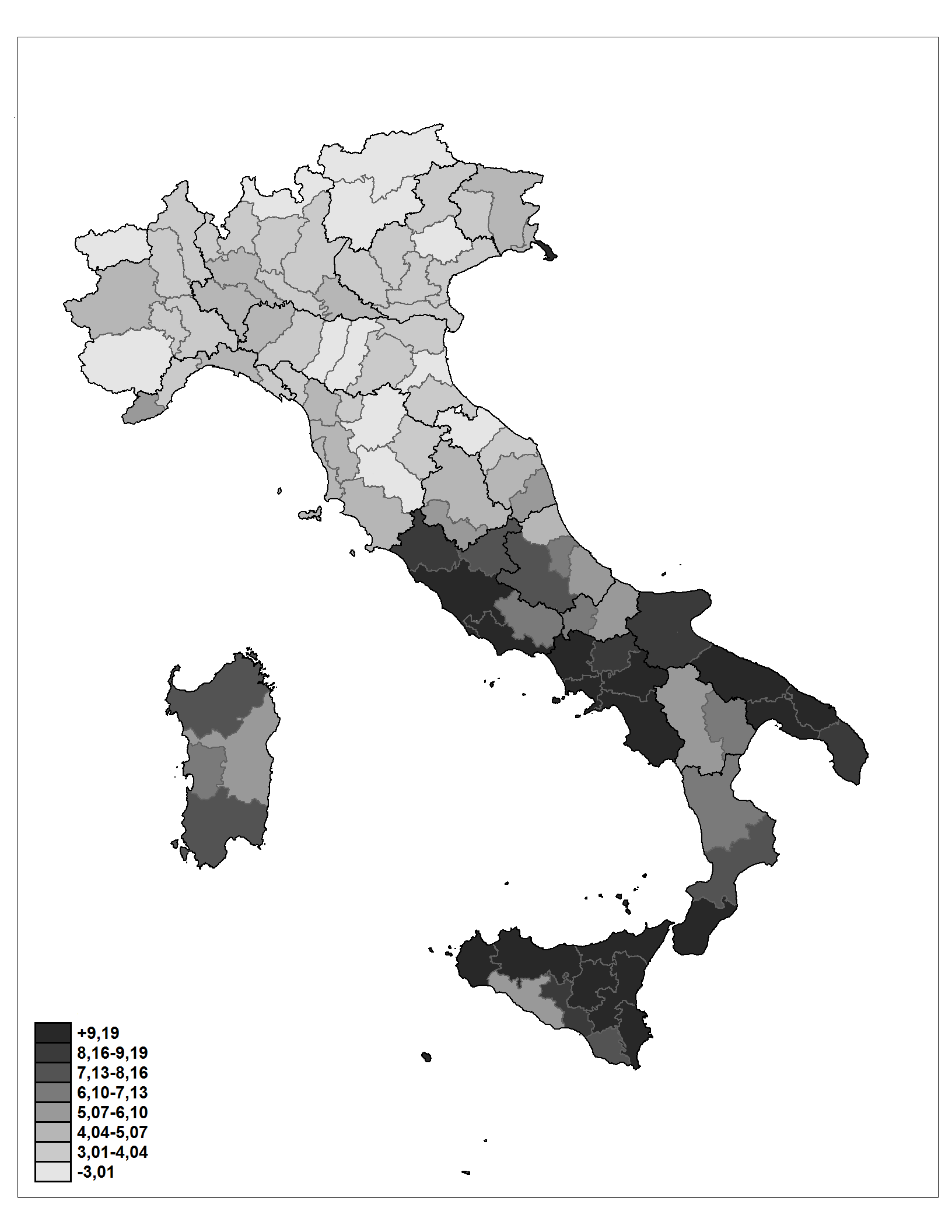
Movimento Sociale Italiano.
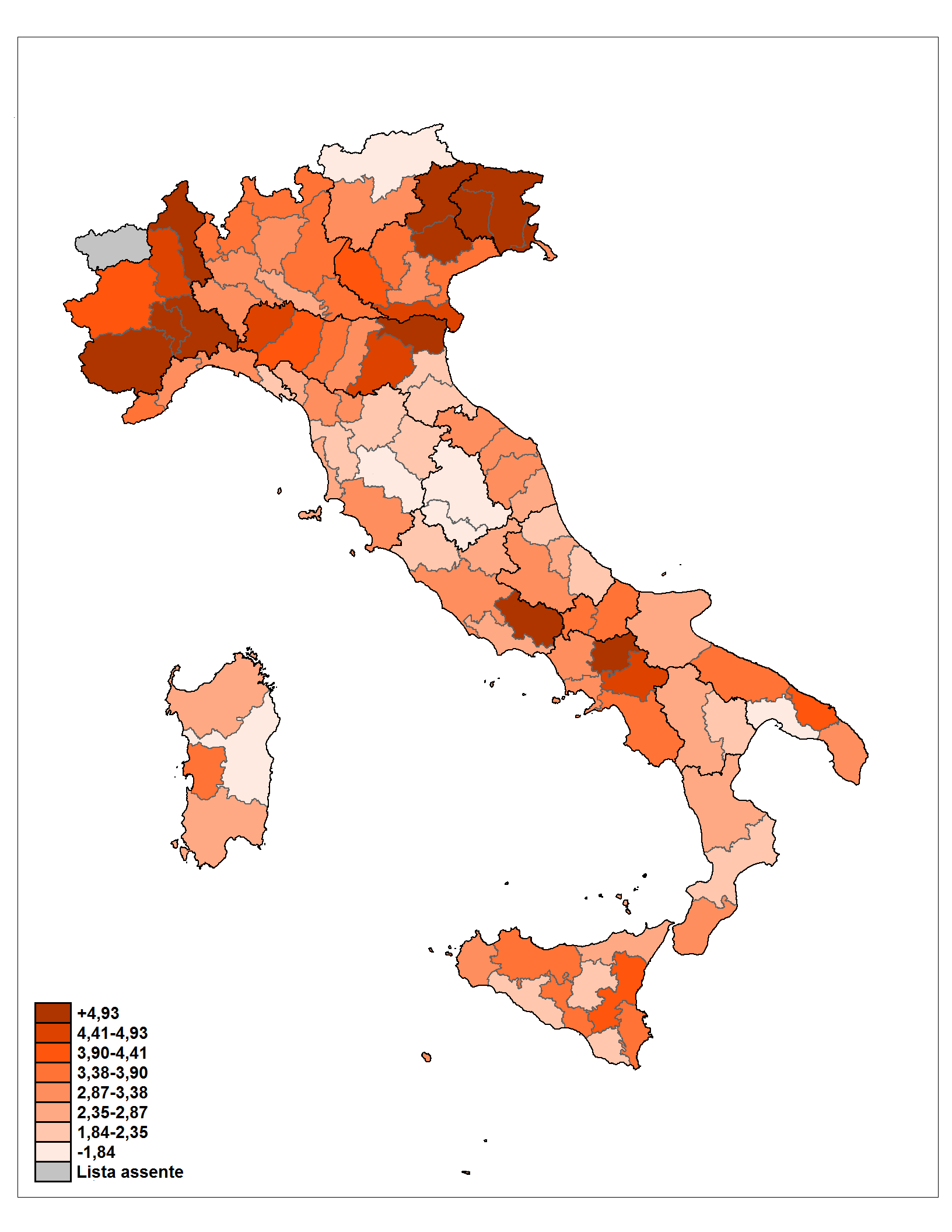
Partito Socialista Democratico Italiano.
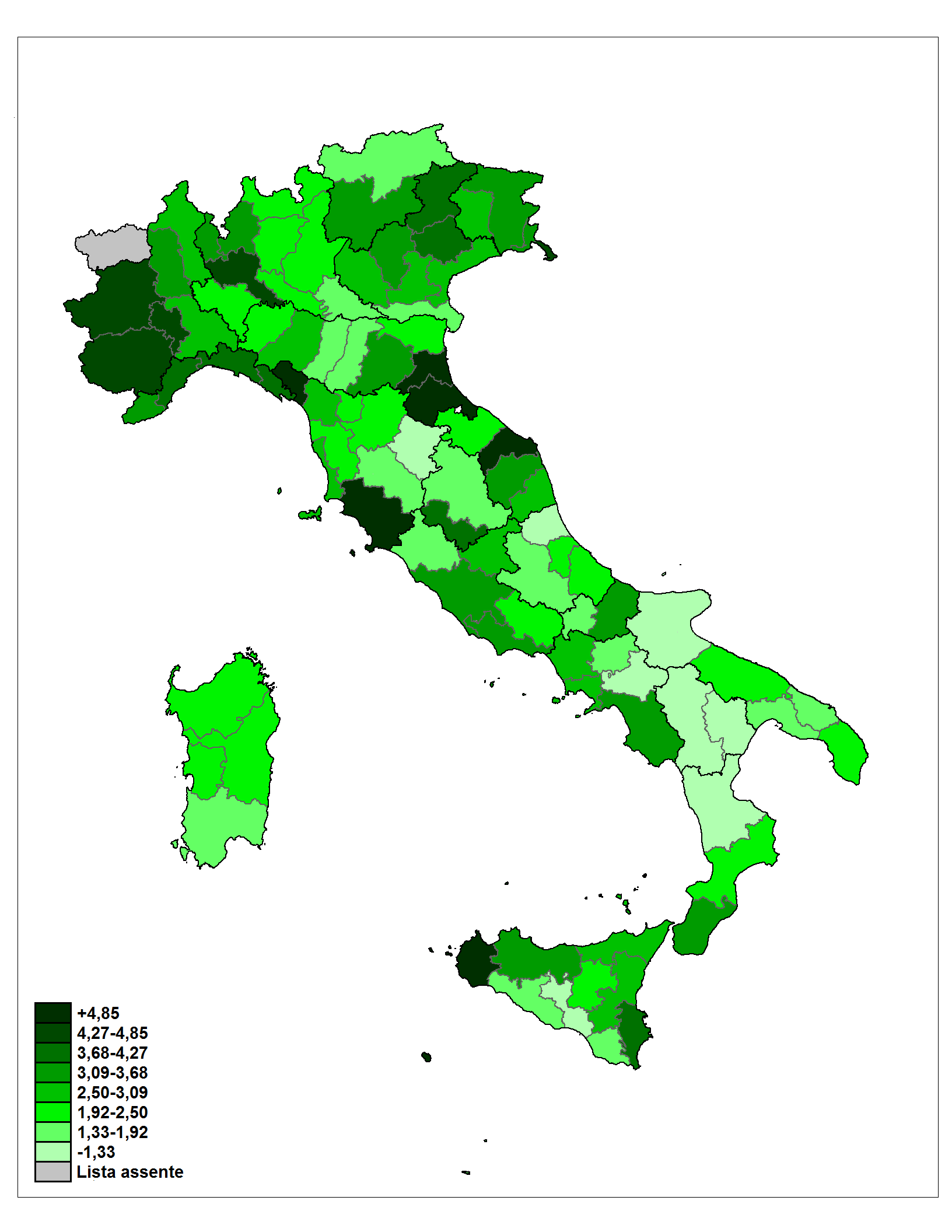
Partito Repubblicano Italiano.
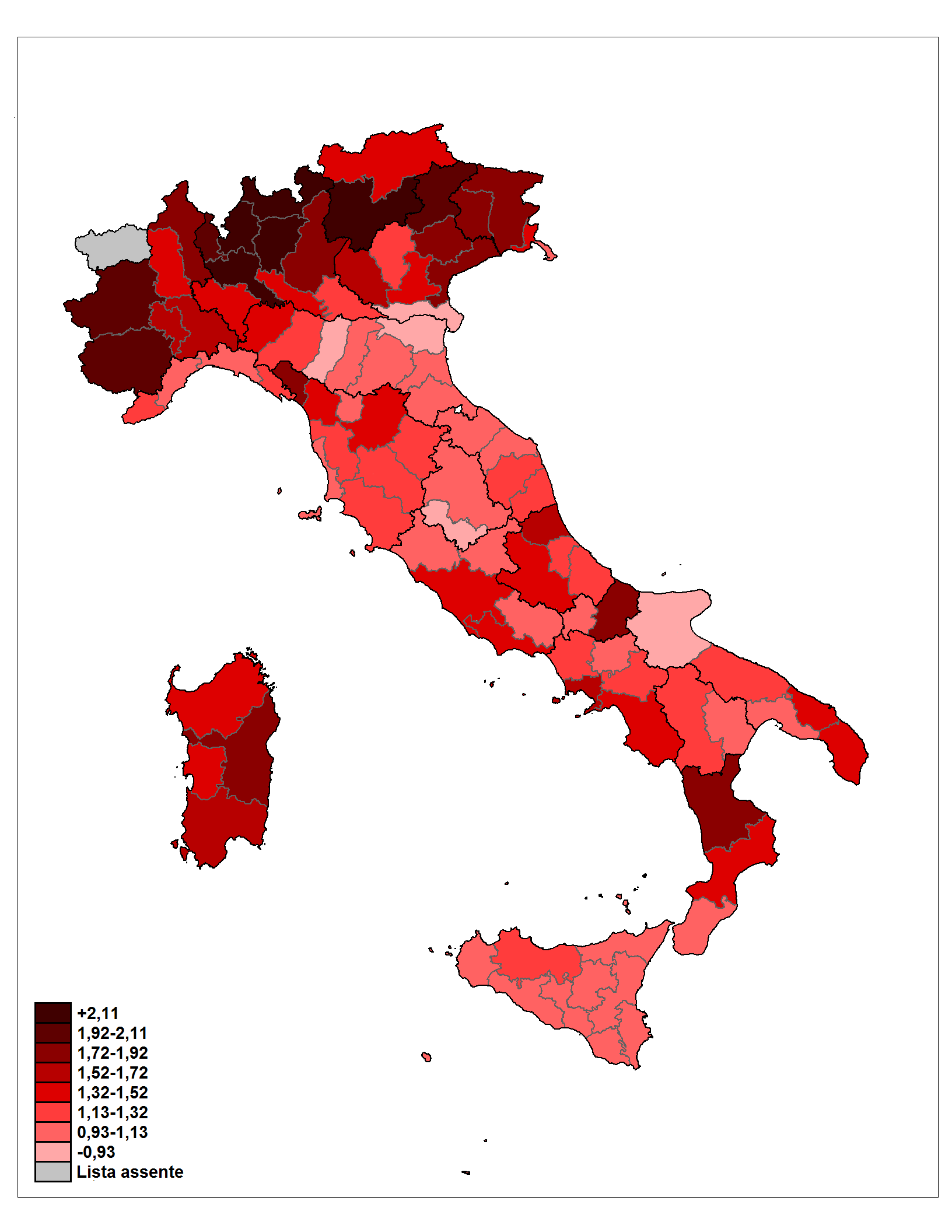
Democrazia Proletaria.
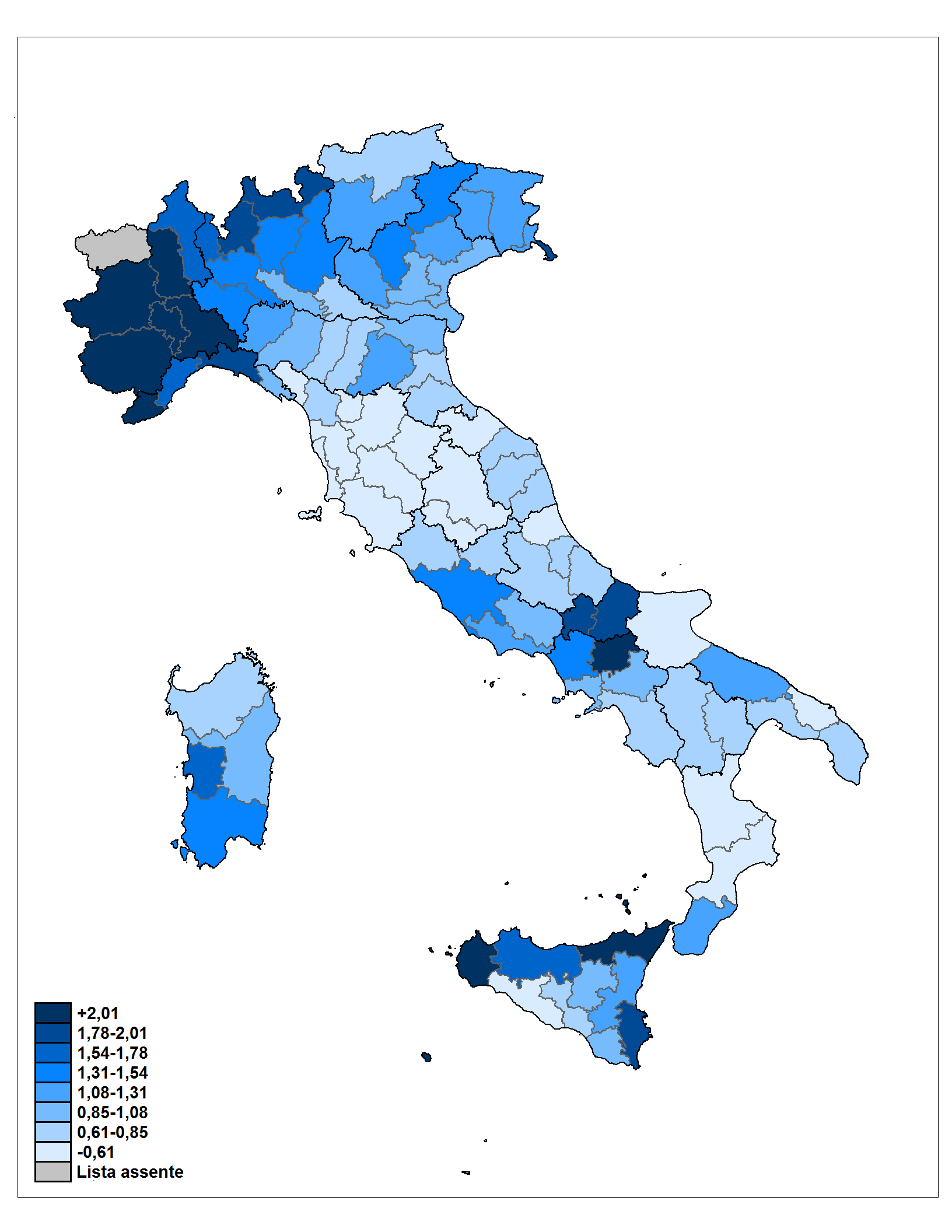
Partito Liberale Italiano.
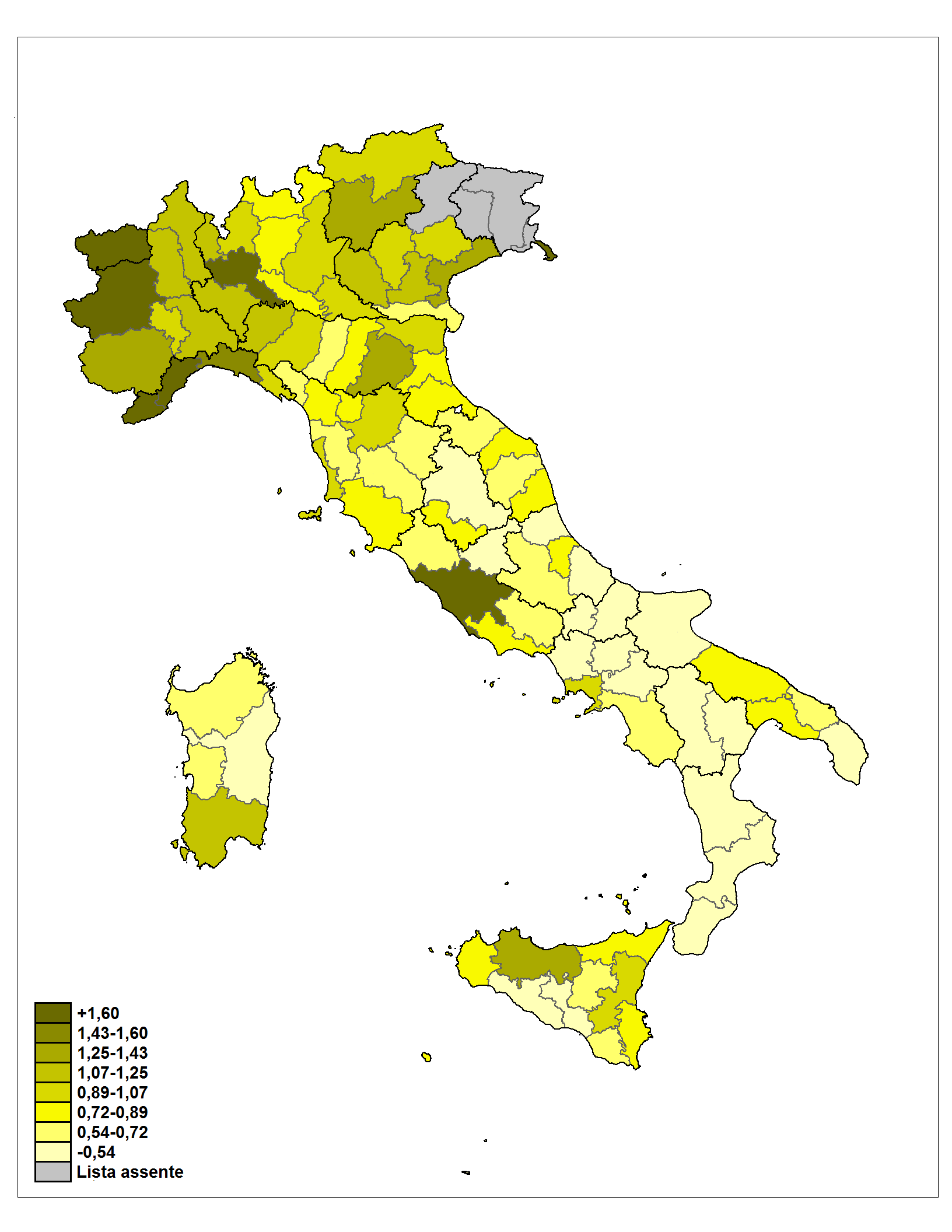
Partito Radicale.
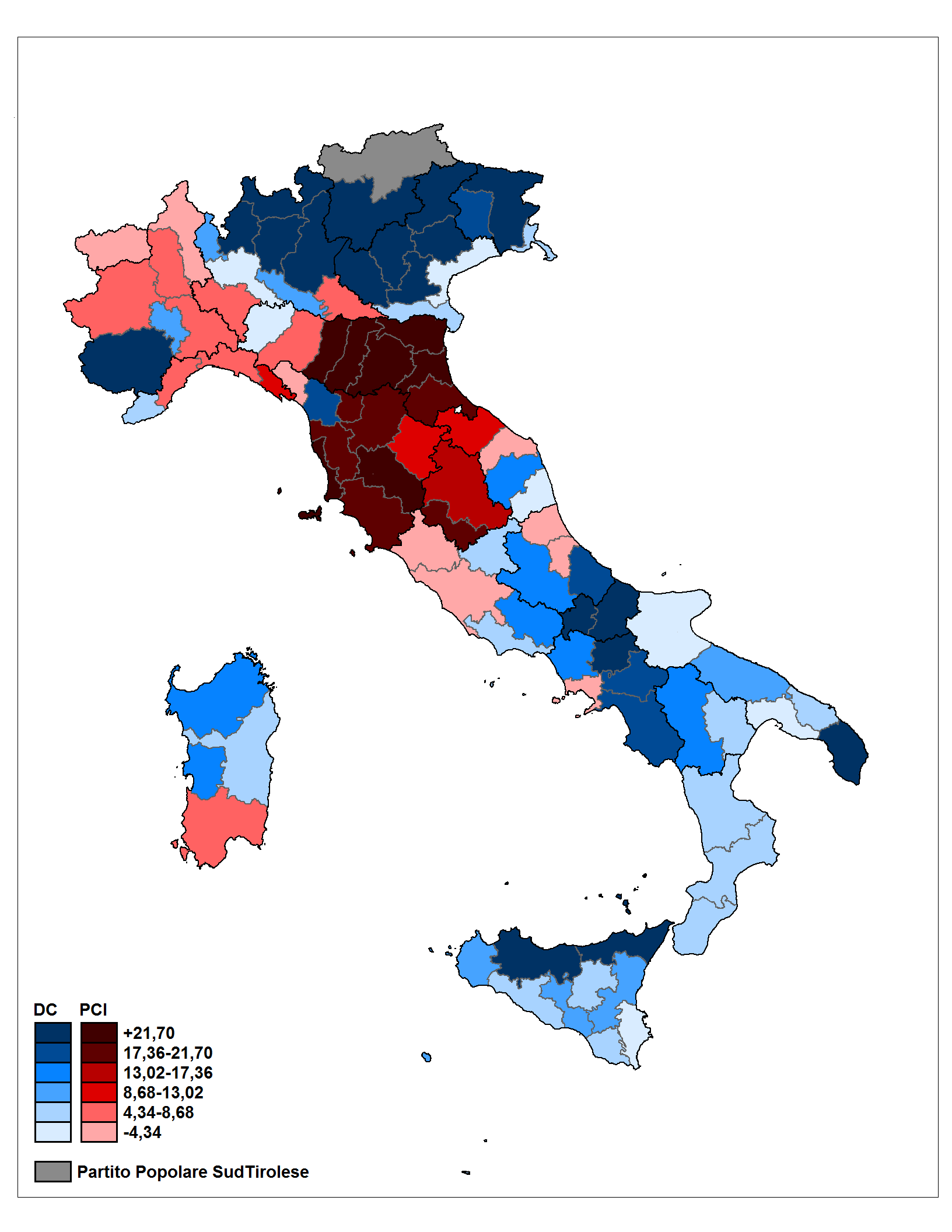
Distacco tra DC e PCI.

## Conseguenze del voto
Le elezioni videro l'area politica del centro perdere la maggioranza assoluta dei seggi pur restando nettamente maggioritaria. La coalizione del centrosinistra che aveva guidato il Paese nell'ultimo decennio era ormai in crisi e i socialisti non erano più disposti a farne parte. Era quindi necessario aprire una nuova fase politica che coinvolgesse inevitabilmente il PCI. Fu il presidente democristiano Aldo Moro ad aprire alla proposta di collaborazione del segretario comunista Enrico Berlinguer e dare vita a un governo monocolore DC, detto della non sfiducia, con l'astensione del Partito Comunista, che apriva la breve fase dei governi di "solidarietà nazionale".  La guida dell'esecutivo fu assegnata a Giulio Andreotti, con il PCI tornato nell'area governativa per la prima volta dal 1947.
Il nuovo governo si trovava in una situazione politica difficile: doveva accettare l'appoggio esterno comunista, e allo stesso tempo sapeva che gli alleati dell'Italia sorvegliavano con molta attenzione lo sviluppo degli avvenimenti. I cambiamenti del PCI, il riconoscimento – da parte di Berlinguer – che la NATO era un ombrello utile, non avevano dissipato i sospetti. In un convegno del G7 a San Juan, Aldo Moro – in quel momento ancora Presidente del Consiglio – aveva dato le sue assicurazioni. Ma da una dichiarazione di Helmut Schmidt resa nota il 19 luglio 1976 si seppe che, assenti gli italiani, Gerald Ford e Henry Kissinger per gli Stati Uniti, Schmidt per la Germania Ovest, James Callaghan per il Regno Unito e Valéry Giscard d'Estaing per la Francia avevano tenuto una riunione, in cui si era deciso che l'Italia non avrebbe avuto né un dollaro né alcun'altra forma di aiuto se il PCI fosse entrato nel governo.
Andreotti formò il primo governo di unità nazionale, un monocolore democristiano con la «non sfiducia» del PCI: i comunisti non avrebbero votato a favore, si sarebbero astenuti, consentendo così la vita del monocolore composto da 69 persone, tra ministri e sottosegretari. Poiché in Senato l'astensione è equiparata al voto contrario, il gruppo comunista decise di uscire dall'aula quando si trattò di votare la fiducia. In cambio della non sfiducia i comunisti ottennero la presidenza della Camera con l'elezione di Pietro Ingrao, mentre Amintore Fanfani fu eletto Presidente del Senato.
Dopo la «non sfiducia» l'intenzione era arrivare ad una piena partecipazione al governo dei comunisti, ma il rapimento e l'uccisione di Moro da parte delle Brigate Rosse compromisero l'accordo e dopo soli tre anni si tornò alle urne con elezioni anticipate.
Poco dopo la morte di Moro il Presidente della Repubblica Giovanni Leone, da tempo oggetto di duri attacchi da parte del PCI e di altre forze politiche, rassegnò anticipatamente le proprie dimissioni. In un clima politico estremamente teso la DC non riuscì a imporre il proprio candidato e alla fine quasi tutte le forze politiche fecero convergere i loro voti sul socialista Sandro Pertini.